# Giovanni I di Kraichgau
Giovanni I, conte di Kraichgau (1063 circa – 26 ottobre 1104), fu vescovo di Spira dal 1090 al 1104.

## Biografia
Giovanni I apparteneva alla stirpe dei conti di Zeisolf-Wolfram. I suoi genitori si chiamavano Wolfram e Atzela, mentre suo zio era l'arcivescovo Ermanno III di Colonia.
Prima di diventare vescovo, Giovanni fu arcidiacono presso la collegiata di Sinsheim. Il 7 marzo 1090 divenne vescovo di Spira.
La stirpe comitale di Giovanni era strettamente legata alla stirpe imperiale dei Salici. Giovanni I fu anche un leale sostenitore di Enrico IV e rimase al suo fianco nella lotta per le investiture. Durante la persecuzione degli ebrei scoppiata in occasione della crociata del 1096, prese questi sotto la sua protezione personale. Convertì il canonicato di Sinsheim in un monastero, al quale fece ricche dotazioni con le sue proprietà private. Fu coinvolto nella fondazione dell'abbazia Blaubeuren con la nipote Adelaide, che dopo la sua morte cercò di far revocare un anatema pronunciato dal papa a Roma.
Il vescovo Giovanni morì il 26 ottobre 1104 a quarantuno anni: la sua data di morte è ricordata da un requiem annuale nell'obituario della cattedrale di Spira. Per sua volontà fu sepolto nella collegiata di Sinsheim, in una tomba davanti all'altare maggiore, dove giaceva anche sua madre. Il padre e il fratello Wolfram furono sepolti davanti all'altare degli apostoli.
Secondo i cronisti Philipp Simonis (1532–1587) e Wilhelm Eysengrein, lasciò in eredità il castello di Spangenberg, che apparteneva alla sua famiglia, alla diocesi di Spira.
Lo scrittore Wilhelm Hünermann scelse il vescovo Giovanni di Kraichgau nel 1941 come figura letteraria nella sua biografia Das lebendige Licht (Verlag der Buchgemeinde Bonn), sulla vita di santa Ildegarda di Bingen.